# هانگاران اویا
هانگاران اویا (به لاتین: Hangaran Oya) یک منطقهٔ مسکونی در سری‌لانکا است که در استان مرکزی (سری‌لانکا) واقع شده‌است.